# Neogalissus
Neogalissus is een kevergeslacht uit de familie van de boktorren (Cerambycidae). De wetenschappelijke naam van het geslacht werd voor het eerst geldig gepubliceerd in 1981 door Monné & Martins.

## Soorten
Neogalissus is monotypisch en omvat slechts de volgende soort:
- Neogalissus pelidnos Monné & Martins, 1981